# Лемма Гронуолла — Беллмана
В математике лемма Гронуолла, также называемая леммой Гронуолла-Беллмана, позволяет ограничить функцию, удовлетворяющую определенному дифференциальному или интегральному неравенству решением соответствующего дифференциального или интегрального уравнения. Имеется две формулировки леммы — в дифференциальной и в интегральной формах. Лемма Гронуолла является важным инструментом при получении различных оценок в теории обыкновенных и стохастических дифференциальных уравнений. В частности, она используется при доказательстве единственности решения задачи Коши.

## Формулировка
Пусть
- {\displaystyle u(t)\geq 0\ }
- {\displaystyle f(t)\geq 0\ }
- {\displaystyle u(t),f(t)\in C[t_{0},\infty ),}

при этом для {\displaystyle t\geq t_{0}} выполняется неравенство:
{\displaystyle u(t)\leq c+\int _{t_{0}}^{t}\,f(t_{1})\,u(t_{1})\,dt_{1},\qquad (1)}
где {\displaystyle c} — положительная константа.
Тогда при {\displaystyle t\geq t_{0}} имеем оценку:
{\displaystyle u(t)\leq \,c\cdot \exp \int _{t_{0}}^{t}\,f(t_{1})\,dt_{1}.\qquad (2)}

## Доказательство
Из неравенства (1) получим:
{\displaystyle {\frac {u(t)}{c\ +\ \int _{t_{0}}^{t}\,f(t_{1})\,u(t_{1})\,dt_{1}}}\,\leq 1}
и
{\displaystyle {\frac {f(t)u(t)}{c\,+\,\int _{t_{0}}^{t}\,f(t_{1})\,u(t_{1})\,dt_{1}}}\,\leq \,f(t),\qquad (3)}
А так как
{\displaystyle {\frac {d}{dt}}{\bigg [}c\,+\,\int _{t_{0}}^{t}f(t_{1})\,u(t_{1})\,dt_{1}{\bigg ]}=f(t)u(t),}
то, проинтегрировав неравенство (3) в пределах от {\displaystyle t_{0}} до {\displaystyle t}, получим:
{\displaystyle \ln {\bigg [}c\,+\,\int _{t_{0}}^{t}\,f(t_{1})\,u(t_{1})\,dt_{1}{\bigg ]}\,-\,\ln c\,\leq \,\int _{t_{0}}^{t}\,f(t_{1})\,dt_{1}.}
Отсюда, используя неравенство (1), получаем:
{\displaystyle u(t)\,\leq \,c\,+\,\int _{t_{0}}^{t}\,f(t_{1})\,u(t_{1})\,dt_{1}\,\leq \,c\,\exp \int _{t_{0}}^{t}\,f(t_{1})\,dt_{1},}
что и требовалось доказать.

## Усиленная лемма Гронуолла
Пусть функция {\displaystyle u(x)} неотрицательна и непрерывна в промежутке {\displaystyle \left[x_{0},x_{0}+h\right]} и удовлетворяет там неравенству: {\displaystyle 0\leqslant u(x)\leqslant A+B\int _{x_{0}}^{x}u(t)dt+\varepsilon (x-x_{0}),A\geqslant 0,B\geqslant 0,\varepsilon \geqslant 0}. Тогда при {\displaystyle x\in \left[x_{0},x_{0}+h\right]} справедливо неравенство: {\displaystyle u(x)\leqslant Ae^{B(x-x_{0})}+{\frac {\varepsilon }{B}}(e^{B(x-x_{0})}-1)}.